# 자나파다
자나파다(산스크리트어: जनपद)는 베다 시대 고대 인도에 존재했던 공화국(가나상가), 군주국(삼라지야)들을 부르는 명칭이다.  베다 시대는 청동기 시대 후반부터 철기 시대까지로, 기원전 1500년경부터 기원전 6세기까지이다. 그 중에서도 특히 컸던 16개의 자나파다들을 마하자나파다라고 한다. 마하자나파다의 등장 이후 독립적으로 남아 있었던 일부 자나파다들을 제외한 대부분의 자나파다들은 더 강력한 이웃들에 의해 합병되었다.

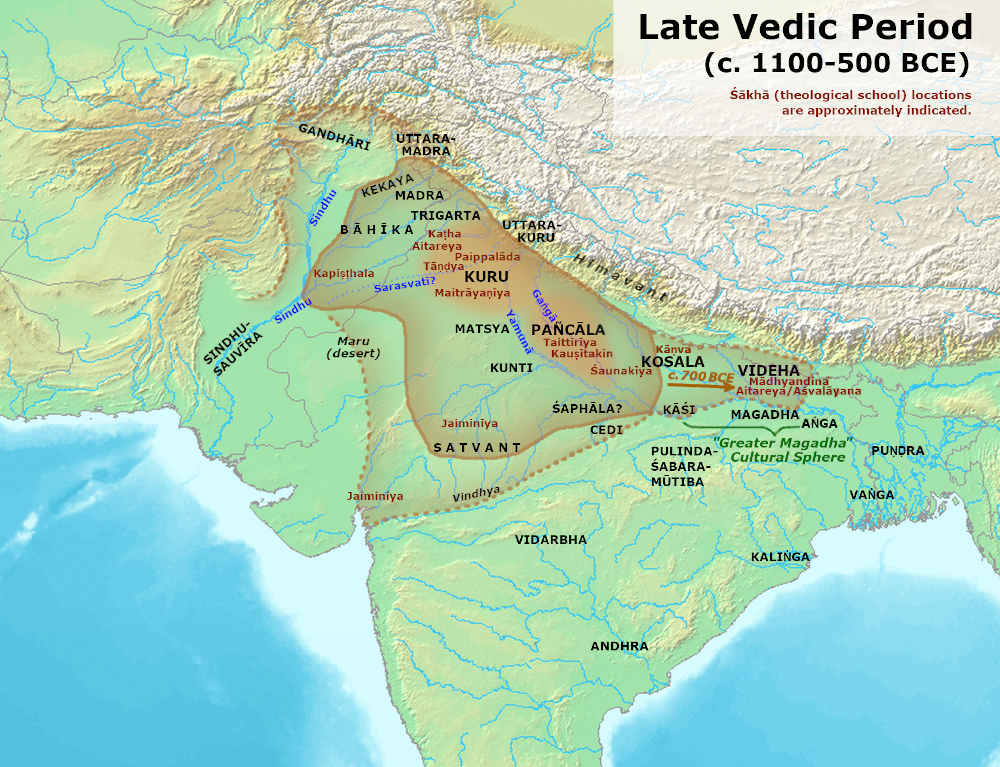
북인도 자나파다와 함께 아리아바르타의 경계를 보여주는 후기 베다 시대 지도. 쿠루 왕국, 판찰라, 코살라, 비데하 등 인도의 철기 시대 왕국이 시작되었다.

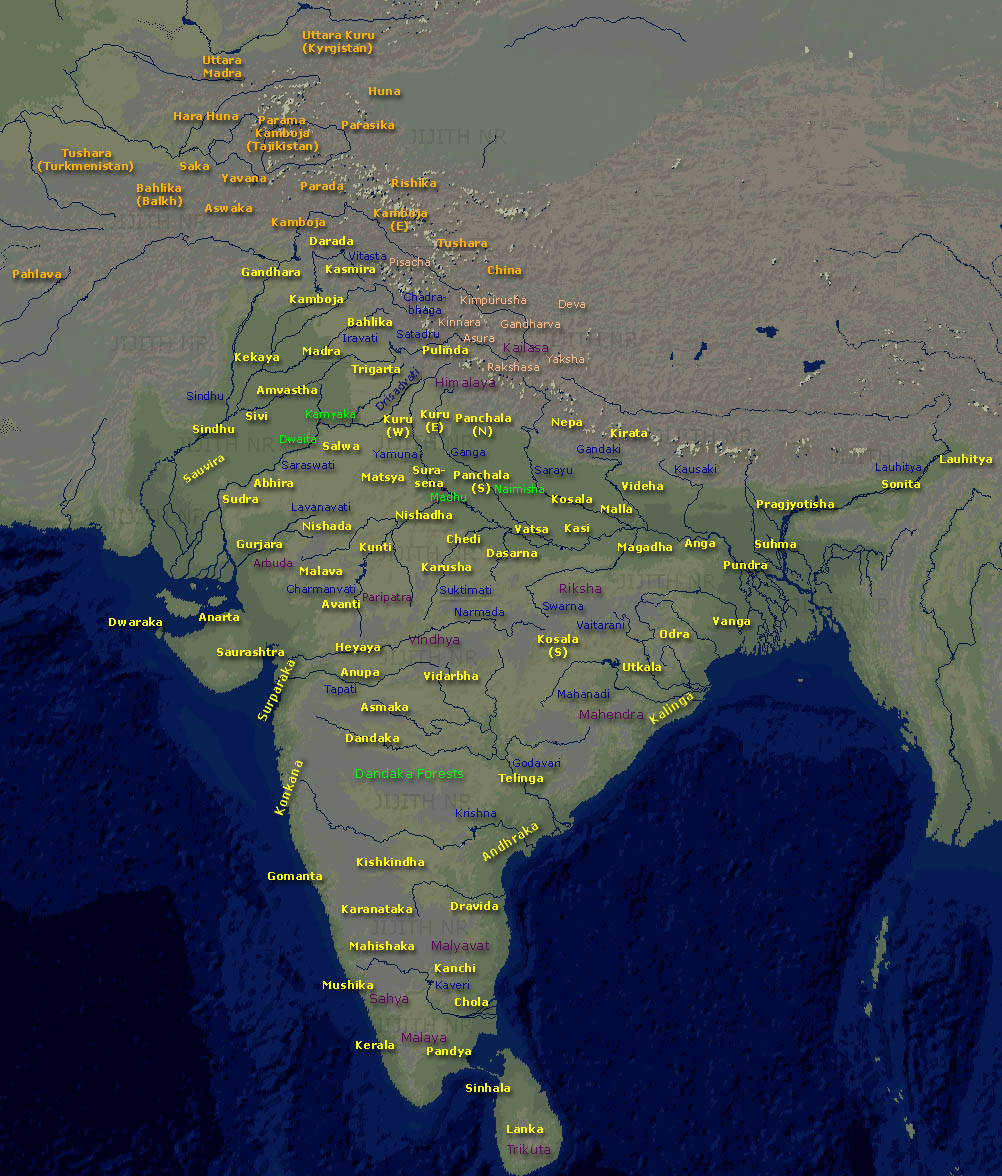
인도 서사시 또는 바라타 칸다에 언급된 왕국과 공화국의 위치.

고대 인도아리아인들의 정치체는 원래 자나라 불리는 반유목 종족 단위로 시작하였다. 초기의 베다 문명 문헌은 여러 아리아인 자나 또는 부족이 반유목 상태로 살았음을 고증한다. 그들은 소, 양 등을 위하여 서로 싸웠다. 이들 초기의 리그베다 자나는 지리적으로 고정된 자나파다로 성장하였다.

## 어원
자나파다라는 용어는 산스크리트어로 자나와 파다의 두 단어로 구성된 타트푸루샤 복합어이다. 자나는 "사람" 또는 "주체"를 의미하며 (라틴어 동계어 genus, 영어 동계어 kin 참조), 파다라는 단어는 "발"을 의미한다 (라틴어 동계어 pedis 참조). 가장 초기의 용례에서, 그 단어는 "영역"과 "신민" (히타이트어 pedan, "장소" 참조)이라는 이중적 의미를 가지고 있다. 언어학자 조지 덩클은 그리스어 andrapodon "노예"를 원시 인도유럽어 *pédom "족쇄" (즉 "발에 묶인 것")와 비교한다. 산스크리트어 padám은 일반적으로 "발자국, 길"을 의미하는 것으로 간주되지만, 원시 인도유럽어 재구성에서는 강세가 다르다.
"땅의 인구"라는 의미에서 padasya janas는 뒤집힌 padajana가 예상될 것이다. "사람들의 장소", janasya padam이라는 본래의 의미는 왜 복합어가 남성 명사인지 설명하지 못할 것이다. 원래의 드반드바 "땅과 사람"도 생각할 수 있지만, 이중 굴절이 예상될 것이다.

## 역사와 발전

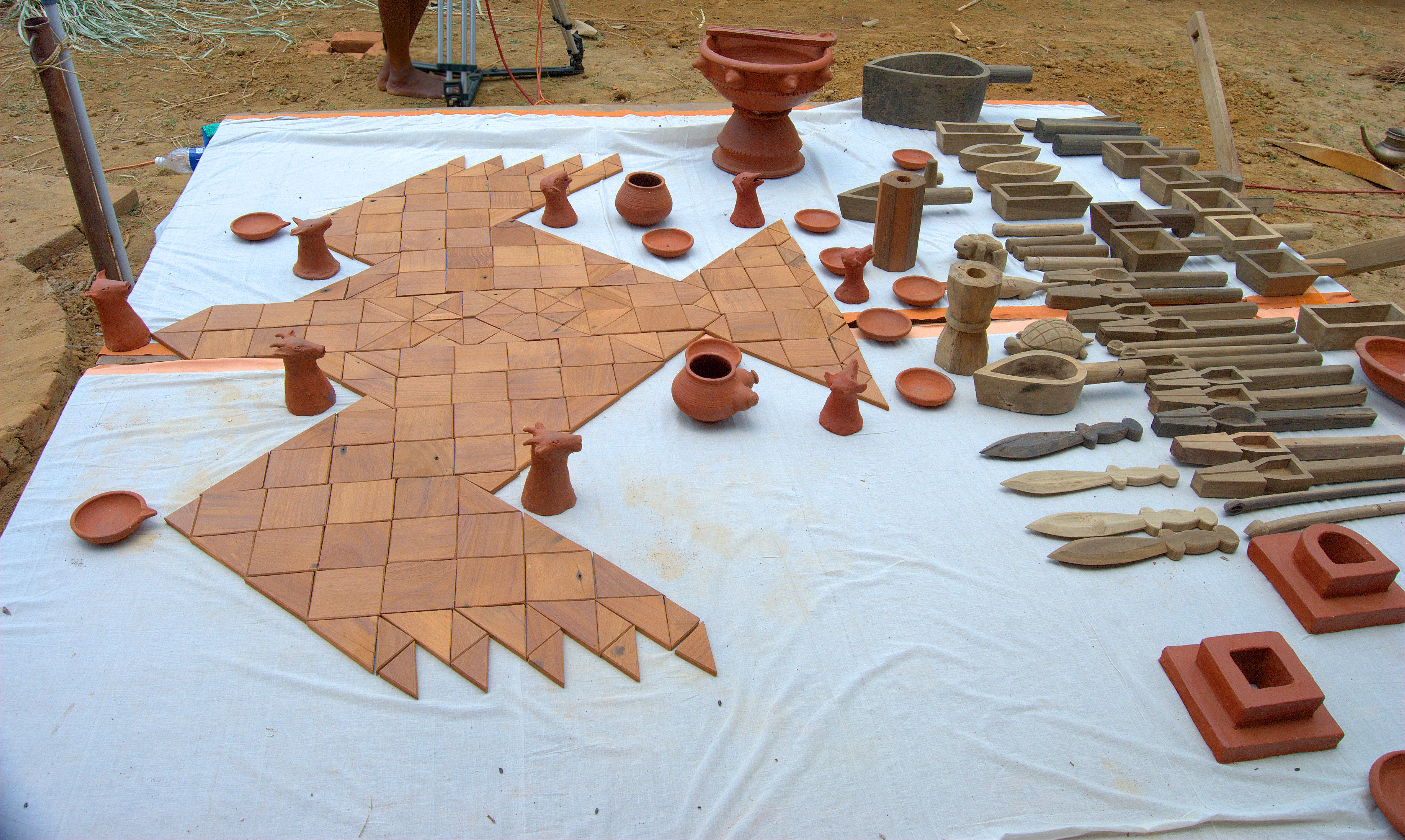
기원전 1000년경 쿠루 왕국에서 유래한 정교한 슈라우타 의식인 아그니카야나에 사용되는 기구와 매 모양 제단의 현대 복제품.

문헌적 증거는 자나파다가 기원전 1100년에서 기원전 500년 사이에 번성했음을 시사한다. "자나파다"라는 용어의 가장 초기의 언급은 아이타레야(8.14.4)와 샤타파타(13.4.2.17) 브라마나 문헌에 나타난다.
베다의 삼히타에서는 자나라는 용어가 공유된 혈통을 믿는 부족을 의미한다. 자나는 왕이 이끌었다. 평의회(사미티)는 자나 구성원들의 공통 회의였으며, 왕을 선출하거나 폐위할 권한을 가졌다. 사바는 왕에게 조언을 주는 현명한 장로들의 소규모 회의였다.
자나는 원래 반유목 목축 공동체였지만, 점차 이동성이 줄어들면서 특정 영토와 연관되게 되었다. 자나 내에서 다양한 쿨라(씨족)가 발전했으며, 각 쿨라에는 자체 족장이 있었다. 점차 방어와 전쟁의 필요성으로 인해 자나는 자나파딘(크샤트리야 전사)이 이끄는 군사 집단을 형성하게 되었다. 이 모델은 궁극적으로 자나파다라고 알려진 정치 단위의 설립으로 발전했다.
일부 자나는 자체 자나파다로 진화했지만, 다른 자나는 혼합되어 공통 자나파다를 형성한 것으로 보인다. 정치학자 수다마 미슈라에 따르면, 판찰라 자나파다의 이름은 다섯(판차) 자나가 융합된 것임을 시사한다. 가장 초기의 문헌에 언급된 일부 자나(예: 아자, 무티바)는 이후의 문헌에서는 언급되지 않는다. 미슈라는 이들 작은 자나가 더 큰 자나에 의해 정복되고 흡수되었다고 이론화한다.
자나파다는 기원전 500년경에 점차 해체되었다. 이들의 해체는 북인도의 마가다와 같은 제국주의 세력의 부상, 그리고 북서부 남아시아에서의 페르시아인과 그리스인의 침략 때문으로 볼 수 있다.

## 성격
자나파다는 이 시기 북인도에서 가장 높은 정치 단위였다. 이 정치 체제는 대개 군주제였지만(일부는 공화주의 형태를 따랐음), 계승은 세습되었다. 왕국의 수장은 왕이었다. 수석 사제와 군대 사령관이 왕을 보좌했다. 또한 두 개의 다른 정치 기구가 있었다. 장로들의 평의회로 여겨지는 사미티와 전체 인민의 총회인 사바였다.

### 왕국의 경계
종종 강은 두 이웃 왕국의 경계를 형성했으며, 북부 판찰라와 남부 판찰라 사이, 그리고 서부(판다바의 왕국)와 동부(카우라바의 왕국) 쿠루 사이가 그러했다. 때로는 왕국 자체보다 큰 넓은 숲이 경계를 형성하기도 했는데, 판찰라와 코살라국 사이의 나이미샤 숲이 그러했다. 히말라야산맥, 빈디아산맥 및 사햐드리 산맥과 같은 산맥도 경계를 형성했다.

### 도시와 마을

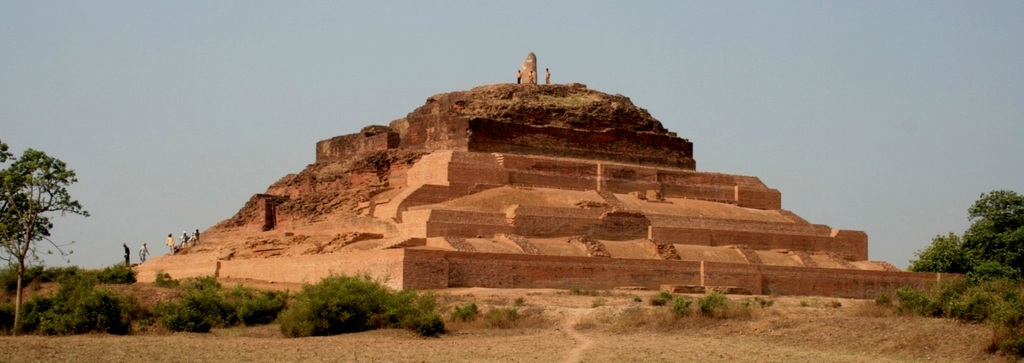
아히차트라 (또는 아히-크셰트라)는 북부 판찰라의 고대 수도였다. 이 도시의 유적은 바레일리에서 발견되었다.

일부 왕국은 수도 역할을 하는 주요 도시를 가지고 있었다. 예를 들어, 판다바 왕국의 수도는 인드라프라스타였고 카우라바 왕국의 수도는 하스티나푸라였다. 아히차트라는 북부 판찰라의 수도였으며 캄필리야는 남부 판찰라의 수도였다. 코살라는 아요디아에 수도를 두었다. 통치하는 왕의 궁전이 위치한 주요 도시나 수도 외에도, 왕이 임명한 관리들이 세금을 징수하는 작은 도시와 마을이 왕국 전역에 퍼져 있었다. 왕이 그 대가로 제공한 것은 다른 왕과 도적 부족의 공격으로부터의 보호뿐만 아니라 침략하는 외국 유목 부족으로부터의 보호였다. 왕은 또한 유죄를 처벌함으로써 왕국 내에서 법과 질서를 집행했다.

## 행정

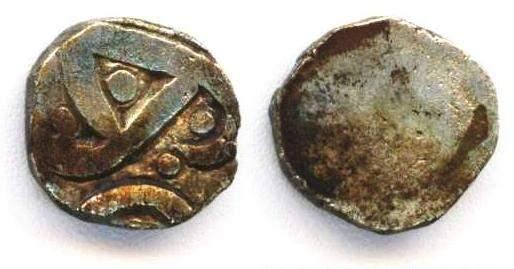
쿠루 동전, 인도 주화의 가장 초기 예시.

자나파다는 크샤트리야 통치자가 있었다. 문헌적 참고 자료에 따르면, 역사학자들은 자나파다가 왕 외에 다음 의회들에 의해 관리되었다고 이론화했다.
사바 (평의회)
자격을 갖춘 구성원이나 장로(대부분 남성)들로 구성된 평의회와 유사한 의회로, 왕에게 조언하고 사법 기능을 수행했다. 왕이 없는 가나 또는 공화국 자나파다인 가나상가에서는 장로 평의회가 행정도 처리했다.
파우라 사바 (행정 평의회)
파우라 사바는 수도(푸라)의 의회였으며, 시립 행정을 처리했다.
사미티 (총회)
사미티는 일반적으로 공화국이나 도시 국가의 모든 성인으로 구성되었다. 사미티는 중요한 사항을 전체 도시 국가에 전달해야 할 때 소집되었다. 사미티는 또한 축제 때 계획을 세우고, 수입을 모으고, 축제를 진행하기 위해 열렸다.
자나파다
자나파다 의회는 자나파다의 나머지 부분, 즉 아마도 그라미니 또는 그라마니가 관리하는 마을을 대표했다.
일부 역사학자들은 "파우라-자나파다"라고 불리는 공동 의회가 있었다고 이론화했지만, 람 샤란 샤르마와 같은 다른 학자들은 이 이론에 동의하지 않는다. 파우라와 자나파다 자체의 존재는 논란의 여지가 있는 문제이다.
K. P. 자야스왈과 같은 인도 민족주의 역사학자들은 그러한 의회의 존재가 고대 인도에서 민주주의의 우위를 증명한다고 주장했다. V. B. 미슈라는 당시 사회가 네 가지 바르나로 나뉘었고(아바르나 또는 불가촉천민 제외), 크샤트리야 지배 계급이 모든 정치적 권리를 가졌다고 언급한다. 자나파다의 모든 시민이 정치적 권리를 가진 것은 아니었다. 가우타마 다르마수트라에 근거하여 자야스왈은 하층 계급의 수드라가 파우라 의회의 구성원이 될 수 있다고 이론화했다. A. S. 알테카르에 따르면, 이 이론은 텍스트에 대한 오해에 기반한 것이다. 다르마수트라의 관련 부분에서 "파우라"라는 용어는 도시 의회의 구성원이 아니라 도시의 거주자를 의미한다. 자야스왈은 또한 파우라-자나파다 의회 구성원들이 왕의 고문 역할을 했으며, 비상시에 세금을 부과하는 등 다른 중요한 결정을 내렸다고 주장했다. 알테카르는 다시 한 번, 이러한 결론은 문헌적 증거의 오해에 기반한 것이라고 주장했다. 예를 들어, 자야스왈은 라마야나 구절에서 "아만트라"라는 단어를 "조언하다"로 잘못 번역했으며, 이는 적절한 맥락에서 실제로 "작별 인사를 하다"를 의미한다.

## 왕국 간 상호작용
왕국에는 국경 경비가 없었고 국경 분쟁은 매우 드물었다. 한 왕은 하루 동안 지속되는 전투에서 다른 왕을 물리치는 군사 작전(종종 사방 정복을 의미하는 디그비자야로 지칭됨)을 수행할 수 있었다. 패배한 왕은 승리한 왕의 우위를 인정했다. 패배한 왕은 때때로 승리한 왕에게 조공을 바치도록 요구될 수 있었다. 그러한 조공은 주기적인 것이 아니라 한 번만 징수되었다. 대부분의 경우 패배한 왕은 승리한 왕과 아무런 접촉 없이 자신의 왕국을 자유롭게 다스릴 수 있었다. 한 왕국이 다른 왕국에 병합되는 일은 없었다. 종종 군사령관이 왕을 대신하여 이러한 작전을 수행했다. 군사 작전과 조공 징수는 종종 원정을 벌인 왕의 왕국에서 행해지는 큰 희생(예: 라자수야 또는 아슈바메다)과 관련이 있었다. 패배한 왕도 친구이자 동맹으로서 이러한 희생 의식에 초대되었다.

### 새로운 왕국
새로운 왕국은 주요 씨족이 한 세대에 여러 왕을 배출하면서 형성되었다. 쿠루 왕조는 각 연속적인 세대 이후 형성된 수많은 왕국으로 북인도 전역을 성공적으로 통치했다. 마찬가지로, 야다바 왕조는 중인도에 수많은 왕국을 형성했다.

### 문화적 차이

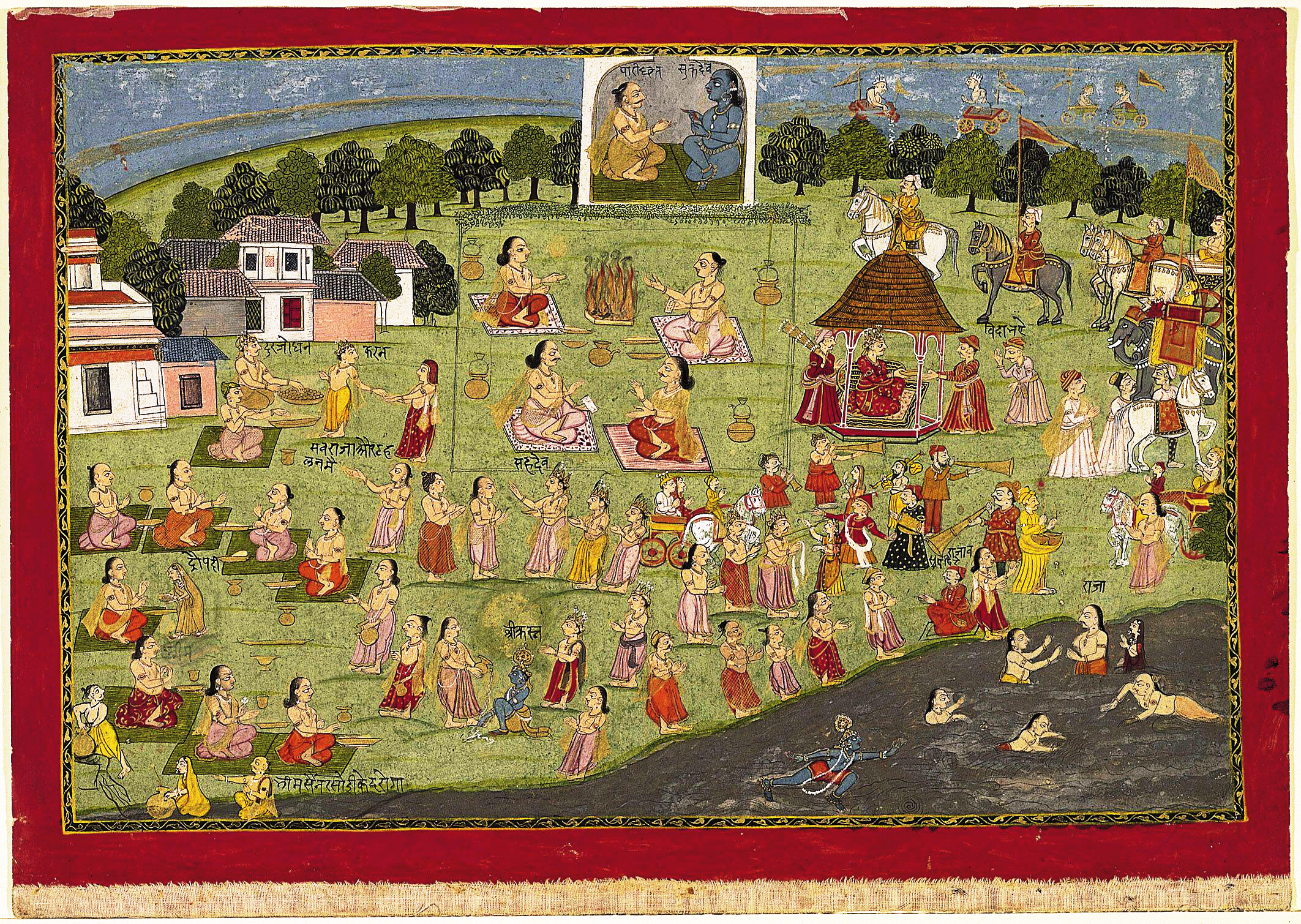
베다 왕이 라자수야 제사를 거행한다.

서인도의 일부 지역은 쿠루 및 판찰라 왕국에 만연했던 주류 베다 문화에 의해 비베다적이라고 간주되는 약간 다른 문화를 가진 부족들이 지배했다. 비슷하게, 인도 동부 지역에도 이 범주에 속하는 부족들이 있었다. 비베다 문화—특히 야만적인 성격의 부족들—은 총칭하여 믈레차라고 불렸다. 고대 인도 문헌에는 히말라야산맥 너머 북부 왕국에 대해서는 거의 언급되지 않았다. 고대 중국은 종종 믈레차 왕국과 함께 분류되는 치나로 알려진 왕국으로 언급되었다.

## 자나파다 목록

### 베다 문헌
베다는 고대 인도의 다섯 하위 구분을 언급한다.
- 우디치야 (북부 지역)
- 프라치야 (동부 지역)
- 닥시나 (남부 지역)
- 프라티치야 (서부 지역)
- 마디아데샤 (중앙 지역)

베다 문헌은 다음 자나 또는 자나파다를 언급한다.
| 자나 또는 자나파다 | IAST 이름    | 지역 | 리그베다에 언급됨 | 아타르바베다에 언급됨 |
| ------------------ | ------------ | ---- | ----------------- | --------------------- |
| 아자               | Aja          | 중앙 | ✓                 |                       |
| 알리나             | Alina        | 서부 | ✓                 |                       |
| 암바슈타           | Ambaśṭha     | 중앙 |                   |                       |
| 안드라             | Āndhra       | 남부 | ✓                 |                       |
| 앙가               | Aṅga         | 동부 |                   | ✓                     |
| 아누               | Anu          | 서부 | ✓                 |                       |
| 발리카             | Balhika      | 북부 |                   | ✓                     |
| 발라나             | Bhalana      | 서부 | ✓                 |                       |
| 바라드바자         | Bharadvāja   | 중앙 | ✓                 |                       |
| 바라타             | Bharata      | 중앙 | ✓                 |                       |
| 베다               | Bheda        | 중앙 | ✓                 |                       |
| 보다               | Bodha        | 중앙 |                   |                       |
| 체디               | Cedi         | 중앙 | ✓                 |                       |
| 드루휴             | Druhyu       | 서부 | ✓                 |                       |
| 간다라             | Gandhāra     | 서부 | ✓                 | ✓                     |
| 캄보자             | Kamboja      | 북부 |                   |                       |
| 케신               | Keśin        | 중앙 |                   |                       |
| 키카타             | Kīkaṭa       | 동부 | ✓                 | ✓                     |
| 키라타             | Kirāta       | 동부 |                   |                       |
| 코살라             | Kosala       | 동부 |                   |                       |
| 크리비             | Krivi        | 중앙 | ✓                 |                       |
| 쿤티               | Kunti        | 중앙 |                   |                       |
| 칼링가             | Kalinga      | 동부 | ✓                 | ✓                     |
| 쿠루               | Kuru         | 중앙 | ✓                 | ✓                     |
| 마가다             | Magadha      | 동부 |                   | ✓                     |
| 마하브리샤         | Mahāvṛṣa     | 북부 |                   | ✓                     |
| 마츠야             | Matsya       | 중앙 | ✓                 |                       |
| 무자바나           | Mūjavana     | 북부 | ✓                 | ✓                     |
| 무티바             | Mūtiba       | 남부 | ✓                 |                       |
| 니샤다             | Niṣāda       | 중앙 |                   |                       |
| 파크타             | Paktha       | 서부 | ✓                 |                       |
| 판찰라             | Pāñcala      | 중앙 |                   |                       |
| 파르슈             | Parśu        | 서부 | ✓                 |                       |
| 파라바타           | Pārāvata     | 중앙 | ✓                 |                       |
| 프리투             | Pṛthu        | 서부 | ✓                 |                       |
| 풀린다             | Pulinda      | 남부 | ✓                 |                       |
| 푼드라             | Puṇḍra       | 동부 | ✓                 |                       |
| 푸루               | Pūru         | 서부 | ✓                 |                       |
| 루샤마             | Ruśama       | 중앙 | ✓                 |                       |
| 살바               | Śālva        | 중앙 |                   |                       |
| 사트반타           | Satvanta     | 남부 |                   |                       |
| 샤바라             | Śabara       | 남부 | ✓                 |                       |
| 시그루             | Śigru        | 중앙 | ✓                 |                       |
| 시바               | Śiva         | 서부 | ✓                 |                       |
| 슈비크나           | Śvikna       | 중앙 |                   |                       |
| 스린자야           | Sṛñjaya      | 중앙 | ✓                 | ✓                     |
| 트리추             | Tṛtsu        | 중앙 | ✓                 |                       |
| 투르바샤           | Turvaśa      | 서부 | ✓                 |                       |
| 우시나라           | Uśīnara      | 중앙 | ✓                 |                       |
| 웃타라 쿠루        | Uttara Kuru  | 북부 |                   |                       |
| 웃타라 마드라      | Uttara Madra | 북부 |                   |                       |
| 바이카르나         | Vaikarṇa     | 북부 | ✓                 |                       |
| 방가               | Vaṅga        | 동부 |                   |                       |
| 카시               | Kāśi         | 동부 |                   |                       |
| 바라시카           | Varaśikha    | 중앙 | ✓                 |                       |
| 바샤               | Vaśa         | 중앙 |                   |                       |
| 비다르바           | Vidarbha     | 남부 |                   | ✓                     |
| 비데하             | Videha       | 동부 |                   |                       |
| 비샤닌             | Viśaṇin      | 서부 | ✓                 |                       |
| 브리치반타         | Vṛcivanta    | 서부 | ✓                 |                       |
| 야두               | Yadu         | 서부 | ✓                 |                       |
| 야크슈             | Yakṣu        | 중앙 | ✓                 |                       |

### 푸라나 문학
푸라나는 고대 인도의 일곱 하위 구분을 언급한다.
- 우디치야 (북부 지역)
- 프라치야 (동부 지역)
- 닥시나파타 (남부 지역)
- 아파란타 (서부 지역)
- 마디아데샤 (중앙 지역)
- 파르바타-슈라옌 (히말라야 지역)
- 빈디아-프라슈타 (빈디아 지역)

정치학자 수다마 미슈라의 연구에 따르면, 푸라나 문헌은 다음 자나파다를 언급한다.
| 자나파다        | 지역         | 푸라나에 언급됨? | 푸라나에 언급됨? | 푸라나에 언급됨?    | 푸라나에 언급됨? | 푸라나에 언급됨?    | 다른 이름 및 위치 |
| 자나파다        | 지역         | 마츠야 (제114장) | 바유 (제45장)    | 마르칸데야 (제57장) | 바마나 (제13장)  | 브라흐만다 (제16장) | 다른 이름 및 위치 |
| --------------- | ------------ | ---------------- | ---------------- | ------------------- | ---------------- | ------------------- | --- |
| 아비라 (북부)   | 북부         | ✓                | ✓                | ✓                   | ✓                | ✓                   | |
| 아비라 (남부)   | 남부         |                  | ✓                | ✓                   | ✓                | ✓                   | |
| 아비샤하        | 북부         |                  | ✓                | ✓                   | ✓                | ✓                   | 아팡가 (바유), 아우파다 (마르칸데야), 알라사 (바마나) |
| 아후카          | 북부         |                  | ✓                | ✓                   | ✓                | ✓                   | 쿠하카 (마르칸데야), 쿠후카 (바마나) |
| 알리마드라      | 북부         |                  | ✓                | ✓                   | ✓                |                     | 아니바드라 (마르칸데야), 알리바드라 (바마나) |
| 아나르타        | 서부         | ✓                | ✓                | ✓                   | ✓                | ✓                   | 아반티야 마르칸데야, 바마나 |
| 안드하카        | 중앙         | ✓                |                  |                     |                  |                     | |
| 안드라          | 남부         |                  | ✓                | ✓                   | ✓                | ✓                   | 안드하 (마르칸데야) |
| 안드라바카      | 동부         |                  | ✓                | ✓                   |                  | ✓                   | 안드하라카 (마르칸데야) |
| 앙가            | 동부         | ✓                |                  |                     | ✓                | ✓                   | 바마나의 중앙 및 동부 |
| 앙가라마리샤    | 남부         |                  |                  |                     |                  | ✓                   | |
| 안타라나르마다  | 서부         | ✓                | ✓                | ✓                   | ✓                | ✓                   | 웃타라나르마다 (마르칸데야), 수나르마다 (바마나) |
| 안타르기리      | 동부         | ✓                | ✓                | ✓                   | ✓                | ✓                   | |
| 아누파          | 빈디안       | ✓                | ✓                | ✓                   | ✓                | ✓                   | 아루파 (마츠야), 안나자 (바유) |
| 아파리타        | 북부         | ✓                | ✓                | ✓                   | ✓                | ✓                   | 푸란드라 (마츠야), 아파란타 (마르칸데야) |
| 아르타파        | 중앙         |                  | ✓                | ✓                   |                  |                     | 아타르바 (마르칸데야) |
| 아슈마카        | 남부         |                  | ✓                | ✓                   | ✓                | ✓                   | |
| 아슈바쿠타      | 중앙         |                  |                  | ✓                   |                  |                     | |
| 아타비          | 남부         | ✓                | ✓                | ✓                   |                  | ✓                   | 아라냐 (마르칸데야), 아타비야 (브라흐만다) |
| 아트레야        | 북부         | ✓                | ✓                | ✓                   | ✓                | ✓                   | 아트리 (마츠야, 브라흐만다) |
| 아운드라        | 빈디안       | ✓                |                  |                     |                  |                     | |
| 아반티          | 빈디안       | ✓                | ✓                | ✓                   | ✓                | ✓                   | 마츠야의 중앙 및 빈디안 |
| 바히르기리      | 동부         | ✓                | ✓                | ✓                   | ✓                | ✓                   | |
| 발리카          | 북부         | ✓                | ✓                | ✓                   | ✓                | ✓                   | |
| 바훌라          | 북부         |                  | ✓                | ✓                   | ✓                |                     | 팔라바 (바유), 바후다 (바마나) |
| 바르바라        | 북부         |                  | ✓                | ✓                   | ✓                | ✓                   | 바마나의 중앙 및 북부 |
| 바드라          | 동부 및 중앙 |                  |                  |                     |                  | ✓                   | |
| 바드라카라      | 중앙         | ✓                | ✓                |                     |                  | ✓                   | |
| 바라드바자      | 북부         | ✓                | ✓                | ✓                   | ✓                | ✓                   | |
| 바르가바        | 동부         |                  | ✓                | ✓                   | ✓                | ✓                   | |
| 바루카차        | 서부         | ✓                | ✓                | ✓                   | ✓                | ✓                   | 바누카차 (바유), 비루카하 (마르칸데야), 다루카차 (바마나), 사하카차 (브라흐만다) |
| 보가바르다나    | 남부         |                  | ✓                | ✓                   | ✓                | ✓                   | |
| 보자            | 빈디안       | ✓                | ✓                | ✓                   | ✓                | ✓                   | 고프타 (바마나) |
| 부시카          | 북부         |                  |                  |                     |                  | ✓                   | |
| 보드하          | 중앙         | ✓                | ✓                |                     |                  | ✓                   | 바히야 (마츠야) |
| 브라흐모타라    | 동부         | ✓                | ✓                | ✓                   | ✓                | ✓                   | 수모타라 (마츠야), 사만타라 (브라흐만다) |
| 차르마칸디카    | 북부         | ✓                | ✓                | ✓                   | ✓                | ✓                   | 앗타칸디카 (마츠야), 사케타카 (바마나) |
| 케랄라          | 남부         | ✓                | ✓                | ✓                   | ✓                | ✓                   | 케발라 (마르칸데야) |
| 치나            | 북부         |                  | ✓                | ✓                   | ✓                | ✓                   | 피나 (바유), 베나 (바마나) |
| 촐라            | 남부         | ✓                | ✓                |                     | ✓                | ✓                   | 차울리야 (바유), 차우다 (바마나); 브라흐만다의 남부 및 동부 |
| 쿨리카          | 북부         |                  | ✓                | ✓                   | ✓                | ✓                   | 쿨디카 (바마나), 빈디아쿨리카 (브라흐만다) |
| 단다카          | 남부         | ✓                | ✓                | ✓                   |                  | ✓                   | |
| 다라다          | 북부         |                  | ✓                | ✓                   | ✓                | ✓                   | |
| 다르바          | 히말라야     | ✓                | ✓                | ✓                   |                  | ✓                   | 바유와 마르칸데야의 히말라야 및 북부 |
| 다셰라카        | 북부         | ✓                | ✓                | ✓                   | ✓                | ✓                   | 카르세루카 (바유), 쿠셰루카 (마르칸데야) |
| 다샤말리카      | 북부         | ✓                | ✓                | ✓                   | ✓                | ✓                   | 다샤나마카 (마츠야), 다샤마니카 (바유), 당샤나 (바마나) |
| 다샤르나        | 빈디안       | ✓                | ✓                | ✓                   | ✓                | ✓                   | |
| 드루휴          | 북부         | ✓                | ✓                |                     |                  | ✓                   | 흐라다 (바유), 바드라 (브라흐만다) |
| 두르가          | 서부         |                  | ✓                | ✓                   | ✓                | ✓                   | 두르갈라 (브라흐만다) |
| 가나카          | 북부         |                  |                  |                     | ✓                |                     | |
| 간다라          | 북부         | ✓                | ✓                | ✓                   | ✓                | ✓                   | |
| 고다            | 중앙         |                  |                  |                     |                  | ✓                   | |
| 골랑굴라        | 남부         |                  |                  | ✓                   |                  |                     | |
| 고나르다        | 동부         | ✓                | ✓                | ✓                   | ✓                | ✓                   | 고빈다 (바유), 고만타 (마르칸데야), 마난다 (바마나) |
| 함사마르가      | 히말라야     | ✓                | ✓                | ✓                   | ✓                | ✓                   | 마츠야의 사르바가 (히말라야); 바유와 마르칸데야의 함사마르가 (북부 및 히말라야); 바마나의 카르나마르가 (북부) 및 함사마르가 (히말라야); 브라흐만다의 함사마르가 (히말라야) 함사방가 (북부) |
| 하라-후나카     | 북부         |                  | ✓                | ✓                   | ✓                | ✓                   | 푸르나 (바유), 우르나 (마르칸데야), 쿠르나 (바마나), 후나 (브라흐만다) |
| 하라무시카      | 북부         | ✓                | ✓                | ✓                   | ✓                |                     | 하라무르티카 (마츠야), 하라푸리카 (바유), 사무사카 (바마나) |
| 후후카          | 히말라야     | ✓                | ✓                | ✓                   | ✓                | ✓                   | 사무드가카 (마츠야), 사후다카 (바유), 사크리트라카 (마르칸데야), 샤후후카 (바마나), 사후후카 (브라흐만다)                                                                                  |
| 이지카          | 북부         |                  |                  |                     |                  | ✓                   | |
| 이시카          | 남부         | ✓                | ✓                | ✓                   |                  | ✓                   | 바이사키야 (마르칸데야) |
| 자구다          | 북부         | ✓                | ✓                | ✓                   |                  |                     | 장갈라 (마츠야), 주후다 (바유), 자구다 (마르칸데야) |
| 장갈라          | 중앙         | ✓                | ✓                |                     |                  | ✓                   | |
| 즈네야마르타카  | 동부         |                  | ✓                | ✓                   | ✓                | ✓                   | 즈네야말라카 (마르칸데야), 앙기야마르샤카 (바마나), 고파파르티바 (브라흐만다) |
| 카치카          | 서부         | ✓                | ✓                | ✓                   |                  | ✓                   | 카치카 (마츠야), 카치야 (바유), 카슈미라 (마르칸데야), 카치파 (브라흐만다) |
| 칼라토야카      | 북부         | ✓                | ✓                | ✓                   | ✓                | ✓                   | |
| 칼링가 (중앙)   | 중앙         | ✓                |                  | ✓                   | ✓                | ✓                   | 아르칼링가 (마르칸데야) |
| 칼링가 (남부)   | 남부         | ✓                | ✓                | ✓                   | ✓                | ✓                   | |
| 칼리타카        | 서부         |                  | ✓                | ✓                   | ✓                | ✓                   | 칼리타카 (바유), 아니카타 (마르칸데야), 탈리카타 (바마나), 쿤탈라 (브라흐만다) |
| 칼리바나        | 서부         |                  | ✓                | ✓                   | ✓                | ✓                   | 콜라바나 (바유), 칼리바라 (마르칸데야), 바리다나 (바마나), 칼리바나 (브라흐만다) |
| 캄보자          | 북부         |                  | ✓                | ✓                   | ✓                | ✓                   | |
| 칸타카라        | 북부         | ✓                | ✓                | ✓                   | ✓                |                     | 칸타카라 (마츠야), 랏다카타카 (바유), 바후바드라 (마르칸데야), 카드하라 (바마나) |
| 카라스카라      | 서부         | ✓                | ✓                | ✓                   | ✓                | ✓                   | 파라스카라 (바유), 카타크샤라 (마르칸데야), 카란다라 (브라흐만다) |
| 카루샤          | 빈디안       | ✓                | ✓                | ✓                   | ✓                | ✓                   | 마츠야의 남부 및 빈디안 |
| 카슈미라        | 북부         |                  | ✓                | ✓                   |                  | ✓                   | |
| 카우시카        | 중앙         |                  |                  |                     | ✓                |                     | |
| 케케야          | 북부         | ✓                | ✓                | ✓                   | ✓                | ✓                   | 카이케이야 (마츠야), 카이케야 (마르칸데야), 카이케야 (바마나) |
| 카사            | 히말라야     |                  | ✓                | ✓                   | ✓                | ✓                   | 카샤 (바마나), 샤카 (브라흐만다) |
| 키라타          | 히말라야     | ✓                | ✓                | ✓                   | ✓                | ✓                   | 키라타 (마츠야, 중앙 및 히말라야) |
| 키산나          | 중앙         |                  | ✓                |                     |                  |                     | |
| 키시킨다카      | 빈디안       | ✓                | ✓                | ✓                   | ✓                | ✓                   | 키카라바 (바마나) |
| 콘카나          | 남부         |                  |                  |                     |                  | ✓                   | |
| 코살라 (중앙)   | 중앙         | ✓                | ✓                | ✓                   |                  | ✓                   | |
| 코살라 (빈디안) | 빈디안       | ✓                | ✓                | ✓                   | ✓                | ✓                   | |
| 쿡쿠타          | 북부         |                  |                  |                     | ✓                |                     | |
| 쿨루타          | 북부         |                  |                  |                     | ✓                | ✓                   | 울루타 (브라흐만다) |
| 쿨리야          | 남부 및 중앙 | ✓                | ✓                | ✓                   | ✓                | ✓                   | 마르칸데야의 중앙만; 바마나와 브라흐만다의 남부만 |
| 쿠마라          | 남부         | ✓                | ✓                | ✓                   | ✓                | ✓                   | 쿠파타 (마츠야), 쿠마나 (바유), 쿠수마 (마르칸데야), 쿠마라다 (바마나), 크샤파나 (브라흐만다)                                                                                              |
| 쿠닌다          | 북부         | ✓                | ✓                | ✓                   |                  | ✓                   | 풀린다 (마츠야), 칼링가 (마르칸데야), 칼린다 (브라흐만다) |
| 쿤탈라          | 남부 및 중앙 | ✓                | ✓                | ✓                   | ✓                | ✓                   | 쿤탈라 ( (마츠야, 중앙만), 쿤달라 (바마나) |
| 쿠파타          | 히말라야     | ✓                | ✓                | ✓                   | ✓                | ✓                   | 크슈파나 (바유), 쿠라바 (마르칸데야) |
| 쿠루            | 중앙         | ✓                | ✓                |                     | ✓                | ✓                   | 카우라바 (바마나) |
| 쿠샬리야        | 중앙         |                  |                  |                     |                  | ✓                   | |
| 쿠슈드라        | 중앙         |                  |                  |                     | ✓                |                     | |
| 쿠타프라바라나  | 히말라야     | ✓                | ✓                | ✓                   | ✓                | ✓                   | 쿠샤프라바라나 (바유), 쿤타프라바라나 (마르칸데야), 아파프라바라나 (브라흐만다) |
| 랄힛타          | 북부         |                  |                  |                     | ✓                |                     | |
| 람파카          | 북부         | ✓                | ✓                | ✓                   | ✓                | ✓                   | 라마카 (브라흐만다) |
| 마드라카        | 북부         | ✓                | ✓                | ✓                   | ✓                | ✓                   | 바드라카 (바유 및 바마나), 만달라 (브라흐만다) |
| 마드구라카      | 동부         | ✓                |                  | ✓                   | ✓                | ✓                   | 무드라라 (마르칸데야), 무다가라카 (브라흐만다) |
| 마드레야        | 중앙         |                  |                  |                     |                  | ✓                   | |
| 마가다          | 동부         | ✓                | ✓                | ✓                   | ✓                | ✓                   | 바유와 브라흐만다의 중앙 및 동부 |
| 마하라슈트라    | 남부         | ✓                | ✓                | ✓                   | ✓                | ✓                   | 나바라슈트라 (마츠야) |
| 마헤야          | 서부         | ✓                | ✓                | ✓                   | ✓                | ✓                   | |
| 마히시카        | 남부         | ✓                | ✓                | ✓                   | ✓                | ✓                   | 마히샤카 (바유 및 마르칸데야) |
| 말라다          | 동부         | ✓                | ✓                | ✓                   | ✓                | ✓                   | 말라바 (마츠야), 마난다 (마르칸데야), 만사다 (바마나) |
| 말라카          | 중앙         |                  |                  | ✓                   |                  |                     | |
| 말라바르티카    | 동부         | ✓                | ✓                | ✓                   | ✓                | ✓                   | 말라바르나카 (마츠야), 말라바르틴 (바유), 마나바르티카 (마르칸데야), 발라단티카 (바마나)                                                                                                   |
| 말라바          | 빈디안       | ✓                | ✓                |                     | ✓                | ✓                   | 에칼라비야 (바마나), 말라다 (브라흐만다) |
| 말라            | 동부         | ✓                | ✓                | ✓                   | ✓                | ✓                   | 살바 (마츠야), 말라 (바유), 마이아 (바마나) |
| 만달라          | 히말라야     | ✓                | ✓                | ✓                   |                  | ✓                   | 말라바 (바유), 말라바 (마르칸데야) |
| 만다비야        | 북부         |                  |                  |                     | ✓                |                     | |
| 마샤            | 빈디안       | ✓                |                  |                     |                  |                     | |
| 마탕가          | 동부         | ✓                |                  |                     |                  |                     | |
| 마츠야          | 중앙         | ✓                |                  | ✓                   | ✓                | ✓                   | 야트스타 (바마나) |
| 마울리카        | 남부         |                  | ✓                | ✓                   |                  | ✓                   | 마우니카 (바유) |
| 메칼라          | 빈디안       | ✓                | ✓                | ✓                   | ✓                | ✓                   | 로칼라 (바유), 케발라 (마르칸데야) |
| 아르부다        | 서부         | ✓                | ✓                | ✓                   | ✓                | ✓                   | |
| 무카            | 중앙         | ✓                |                  |                     |                  |                     | |
| 무쉬카          | 남부         | ✓                | ✓                | ✓                   | ✓                | ✓                   | 수티카 (마츠야), 무시카다 (바마나), 무시카 (브라흐만다) |
| 나이르니카      | 남부         |                  | ✓                | ✓                   | ✓                |                     | 나이시카 (마르칸데야) |
| 날라칼리카      | 남부         |                  | ✓                | ✓                   | ✓                |                     | 바나다라카 (마르칸데야), 날라카라카 (바마나) |
| 나시키야        | 서부         | ✓                | ✓                | ✓                   | ✓                | ✓                   | 바시키야 (마츠야), 나시칸타 (바마나), 나시카 (브라흐만다) |
| 니라하라        | 히말라야     | ✓                | ✓                | ✓                   | ✓                | ✓                   | 니가르하라 (바유), 니하라 (마르칸데야) |
| 나이샤다        | 빈디안       | ✓                | ✓                | ✓                   | ✓                | ✓                   | 니샤다 (바유) |
| 팔라바          | 북부         | ✓                | ✓                | ✓                   | ✓                | ✓                   | 팔라바 (바유 제외 모두) |
| 파나비야        | 북부         |                  |                  |                     | ✓                |                     | |
| 판찰라          | 중앙         | ✓                | ✓                |                     | ✓                | ✓                   | |
| 판디아          | 남부         | ✓                | ✓                | ✓                   | ✓                | ✓                   | 푸느드라 (마르칸데야), 푸느드라 (바마나) |
| 파라다          | 북부         | ✓                | ✓                | ✓                   | ✓                | ✓                   | 파리타 (바유), 파라바타 (바마나) |
| 파타차라        | 중앙         | ✓                | ✓                |                     |                  | ✓                   | 샤타파테슈바라 (바유) |
| 파우리카        | 남부         |                  | ✓                | ✓                   | ✓                | ✓                   | 파우니카 (바유), 파우리카 (마르칸데야), 파우리카 (바마나), 파우리카 (브라흐만다) |
| 플루슈타        | 히말라야     |                  |                  |                     | ✓                |                     | |
| 프라그조티샤    | 동부         | ✓                | ✓                | ✓                   | ✓                | ✓                   | |
| 프라슈탈라      | 북부         | ✓                | ✓                | ✓                   | ✓                | ✓                   | 푸슈칼라 (마르칸데야) |
| 프라방가        | 동부         | ✓                | ✓                | ✓                   | ✓                | ✓                   | 플라방가 (마츠야 및 브라흐만다) |
| 프라비자야      | 동부         | ✓                | ✓                | ✓                   | ✓                | ✓                   | 프라비셰야 (브라흐만다) |
| 프리야라키카    | 북부         |                  | ✓                | ✓                   | ✓                | ✓                   | 하르샤바르다나 (마르칸데야), 앙갈라키카 (바마나), 앙갈라키카 (브라흐만다) |
| 풀레야          | 서부         | ✓                | ✓                | ✓                   | ✓                | ✓                   | 쿨리야 (마츠야), 풀린다 (마르칸데야), 풀리야 (바마나), 파울레야 (브라흐만다) |
| 풀린다          | 남부         | ✓                | ✓                | ✓                   |                  | ✓                   | |
| 푼드라          | 동부         | ✓                | ✓                | ✓                   | ✓                | ✓                   | 문다 (바유), 마드라 (마르칸데야), 프리샤드라 (바마나) |
| 라크샤사        | 남부         |                  |                  |                     | ✓                |                     | |
| 라마타          | 북부         | ✓                | ✓                | ✓                   | ✓                |                     | 마타라 (마르칸데야), 마타로드하 (바마나) |
| 루파사          | 서부         | ✓                | ✓                | ✓                   |                  | ✓                   | 쿠파사 (바유), 루파파 (마르칸데야), 루파카 (브라흐만다) |
| 사이니카        | 북부         | ✓                | ✓                | ✓                   |                  | ✓                   | 피디카 (바유), 슐리카 (마르칸데야), 질리카 (브라흐만다) |
| 살바            | 중앙         | ✓                | ✓                |                     |                  | ✓                   | |
| 사라자          | 빈디안       |                  |                  | ✓                   |                  |                     | |
| 사라스바타      | 서부         | ✓                | ✓                | ✓                   | ✓                | ✓                   | |
| 사리카          | 남부         |                  |                  |                     | ✓                |                     | |
| 사우라슈트라    | 서부         | ✓                | ✓                | ✓                   | ✓                | ✓                   | 사우라슈트라 (마츠야) |
| 사우샬리야      | 중앙         |                  |                  |                     |                  | ✓                   | |
| 사우비라        | 북부         | ✓                | ✓                | ✓                   | ✓                | ✓                   | |
| 세투카          | 남부         | ✓                | ✓                | ✓                   | ✓                | ✓                   | 샤일루샤 (마르칸데야), 자누카 (바마나) |
| 샤바라          | 남부         | ✓                | ✓                | ✓                   |                  | ✓                   | 바라 (바유), 샤라바 (브라흐만다) |
| 샤카            | 북부         | ✓                | ✓                |                     | ✓                | ✓                   | 바마나의 중앙 |
| 수흐마          | 동부         | ✓                | ✓                | ✓                   | ✓                | ✓                   | |
| 샤시카드리카    | 히말라야     |                  |                  |                     | ✓                |                     | |
| 샤타드루자      | 북부         |                  |                  | ✓                   | ✓                |                     | 샤타드라바 (바마나) |
| 샤트푸라        | 빈디안       | ✓                | ✓                | ✓                   | ✓                | ✓                   | 파드가마 (마츠야), 샤트수라 (바유), 파타바 (마르칸데야), 바헬라 (바마나) |
| 슐라카라        | 북부         |                  |                  | ✓                   |                  |                     | |
| 슈르파라카      | 서부         |                  | ✓                | ✓                   | ✓                | ✓                   | 수르파라카 (바유), 수르야라카 (마르칸데야), 수르야라카 (브라흐만다) |
| 신두            | 북부         | ✓                | ✓                | ✓                   | ✓                | ✓                   | |
| 시랄라          | 서부         | ✓                | ✓                | ✓                   | ✓                | ✓                   | 수라라 (바유), 수미나 (마르칸데야), 시닐라 (바마나), 키라타 (브라흐만다) |
| 수드라          | 북부         | ✓                | ✓                | ✓                   | ✓                | ✓                   | 수히야 (브라흐만다) |
| 수자라카        | 동부         |                  | ✓                |                     |                  |                     | |
| 수파르샤바      | 북부         |                  |                  |                     | ✓                |                     | |
| 수라세나        | 중앙         | ✓                | ✓                |                     |                  | ✓                   | |
| 타이트트리카    | 서부         | ✓                | ✓                | ✓                   | ✓                | ✓                   | 타이트티리카 (마츠야), 투라시타 (바유), 쿠루미니 (마르칸데야), 투브하미나 (바마나), 카리티 (브라흐만다)                                                                                    |
| 탈라가나        | 북부         | ✓                | ✓                |                     | ✓                | ✓                   | 탈라가나 (마츠야), 스타나파 (바유), 타바카라마 (바마나), 탈라샬라 (브라흐만다) |
| 타마사          | 히말라야     | ✓                | ✓                | ✓                   | ✓                | ✓                   | 차마라 (마츠야), 토마라 (바마나), 타마라 (브라흐만다) |
| 타마스          | 서부         |                  |                  |                     | ✓                |                     | |
| 탐랄리파타카    | 동부         | ✓                | ✓                | ✓                   | ✓                | ✓                   | |
| 탕가나          | 히말라야     | ✓                | ✓                | ✓                   | ✓                | ✓                   | 아파타 (마츠야), 구르구나 (마르칸데야) |
| 탕가나          | 북부         |                  | ✓                | ✓                   | ✓                | ✓                   | 퉁가나 (마르칸데야) |
| 타파사          | 서부         | ✓                | ✓                | ✓                   | ✓                | ✓                   | 스바파다 (마르칸데야), 타파카 (브라흐만다) |
| 틸랑가          | 중앙         |                  | ✓                |                     |                  |                     | |
| 토마라          | 북부         |                  | ✓                | ✓                   | ✓                | ✓                   | 타마사 (마르칸데야 및 바마나) |
| 토샬라          | 빈디안       | ✓                | ✓                | ✓                   | ✓                | ✓                   | |
| 트라이푸라      | 빈디안       | ✓                | ✓                | ✓                   | ✓                | ✓                   | |
| 트리가르타      | 히말라야     | ✓                | ✓                | ✓                   | ✓                | ✓                   | |
| 툼바라          | 빈디안       | ✓                | ✓                | ✓                   | ✓                | ✓                   | 툼부라 (바유), 툼불라 (마르칸데야), 바르바라 (브라흐만다) |
| 투무라          | 빈디안       | ✓                | ✓                | ✓                   | ✓                | ✓                   | 툼부라 (마르칸데야), 투라가 (바마나), 투훈다 (브라흐만다) |
| 툰디케라        | 빈디안       | ✓                | ✓                | ✓                   | ✓                | ✓                   | 샤운디케라 (마츠야), 투슈티카라 (마르칸데야) |
| 투르나파다      | 북부         |                  |                  |                     | ✓                |                     | |
| 투샤라          | 북부         |                  | ✓                | ✓                   | ✓                | ✓                   | 투카라 (마르칸데야) |
| 우드비다        | 남부         |                  | ✓                | ✓                   | ✓                | ✓                   | 울리다 (바마나), 쿨린다 (브라흐만다) |
| 우르나          | 히말라야     | ✓                | ✓                | ✓                   | ✓                | ✓                   | 후나 (바유) |
| 웃칼라          | 빈디안       | ✓                | ✓                | ✓                   | ✓                | ✓                   | 브라흐만다의 동부 및 중앙 |
| 웃타마르나      | 빈디안       |                  | ✓                | ✓                   | ✓                | ✓                   | 웃타마 (브라흐만다) |
| 바히야토다라    | 북부         |                  | ✓                | ✓                   | ✓                | ✓                   | 기리기야바라 (브라흐만다) |
| 바나바시카      | 남부         | ✓                | ✓                | ✓                   | ✓                | ✓                   | 바지바시카 (마츠야), 바나바시카 (바유), 나마바시카 (마르칸데야), 마하샤카 (바마나) |
| 방가            | 동부         | ✓                |                  |                     | ✓                | ✓                   | 바마나의 중앙 및 동부 |
| 방게야          | 동부         | ✓                | ✓                | ✓                   | ✓                | ✓                   | 마르가바게야 (마츠야), 랑게야 (마르칸데야), 보즈네야 (브라흐만다) |
| 카시            | 중앙         | ✓                | ✓                | ✓                   |                  | ✓                   | |
| 바타드하나      | 북부         | ✓                | ✓                | ✓                   | ✓                | ✓                   | |
| 밧사            | 중앙         |                  | ✓                |                     |                  |                     | |
| 바트시야        | 서부         |                  |                  |                     | ✓                |                     | |
| 바이다르바      | 남부         | ✓                | ✓                | ✓                   |                  | ✓                   | |
| 비데하          | 동부         | ✓                | ✓                | ✓                   | ✓                | ✓                   | |
| 바이디샤        | 빈디안       | ✓                | ✓                | ✓                   | ✓                | ✓                   | 바이디카 (바유), 콜리샤 (바마나) |
| 빈디아물리카    | 남부         | ✓                | ✓                | ✓                   |                  | ✓                   | 빈디아푸시카 (마츠야), 빈디아샤일레야 (마르칸데야), 빈디아마울리야 (브라흐만다) |
| 비티호트라      | 빈디안       | ✓                | ✓                | ✓                   | ✓                | ✓                   | 비라호트라 (마르칸데야), 비타호트라 (바마나) |
| 브리카          | 중앙         |                  | ✓                | ✓                   | ✓                |                     | |
| 야바나          | 북부         | ✓                | ✓                | ✓                   | ✓                | ✓                   | 가바라 (마르칸데야) |

### 산스크리트 서사시
마하바라타의 비슈마 파르바는 약 230개의 자나파다를 언급하는 반면, 라마야나는 이들 중 소수만을 언급한다. 푸라나와 달리 마하바라타는 고대 인도의 지리적 구분을 명시하지 않지만, 특정 자나파다를 남부 또는 북부로 분류하는 것을 지지한다.

### 불교 경전
불교 경전인 앙굿따라 니까야, 디가 니까야, 쭐라-닛데사는 약간의 차이는 있지만, 주로 다음 16개의 마하자나파다("대 자나파다")를 언급한다.
1. 앙가
2. 앗사카
3. 아반티
4. 체티야
5. 간다라
6. 캄보자
7. 카시
8. 코살라
9. 쿠루
10. 마차
11. 마가다
12. 말라
13. 판찰라
14. 수라세나
15. 밧지 (바지 또는 브리치)
16. 밤샤 (밧사)

### 자이나교 문헌
자이나교 문헌인 비아키아프라즈나프티 또는 바가바티 수트라 또한 16개의 중요한 자나파다를 언급하지만, 많은 이름이 불교 문헌에 언급된 것과 다르다.
1. 아차
2. 앙가
3. 아바하
4. 밧지 (바지 또는 브리치)
5. 방가 (방가)
6. 카시
7. 코차
8. 코살라
9. 라다 (라타)
10. 마가다
11. 말라바카
12. 말라야
13. 몰리 (말라)
14. 파드하
15. 삼부타라
16. 바차 (밧사)

## 같이 보기
- 리그베다 부족
- 바라타 칸다
- 인도의 역사
- 십육대국
- 인도 중왕국
- 인도아리아인
- 고대 인도-아리아인 및 부족 목록

### 참고 문헌
- Knipe, David M. (2015). 《Vedic Voices: Intimate Narratives of a Living Andhra Tradition》. Oxford: Oxford University Press. ISBN 9780199397709.
- Misra, Sudama (1973). 《Janapada state in ancient India》. Vārāṇasī: Bhāratīya Vidyā Prakāśana. 2016년 8월 17일에 원본 문서에서 보존된 문서. 2016년 7월 18일에 확인함.
- Witzel, Michael (1995), “Early Sanskritization: Origin and Development of the Kuru state” (PDF), 《EJVS》 1 (4), 2007년 6월 11일에 원본 문서 (PDF)에서 보존된 문서